# Піддубний Сергій Васильович
Сергі́й Васи́льович Підду́бний (нар. 16 січня 1956, Крутеньке, Кіровоградська обл.) — український журналіст, публіцист, етнограф, краєзнавець, дослідник української мови та історії, перекладач і коментатор Влескниги. Засновник газет «Сходи» (1990—1994 рр.), «Там, де Ятрань», журналу «Ятрань» (2002—2003 рр.)

## Біографія
Народився в селі Крутеньке Голованівського району Кіровоградської області, проживає в містечку (райцентрі) Голованівську.
Закінчив Кіровоградський технікум механізації сільського господарства (1975) і факультет журналістики Київського державного університету ім. Т. Шевченка (1991 р., заочно). Служив в армії (командував відділенням і навчальним взводом), сержант запасу. Після армії працював у Вінницькій обласній друкарні, кореспондентом газети в Голованівську, головою райспорткомітету. Після закінчення дружиною медінституту, переїхав до Тюменської області.
У 1982 році повернувся до України. Працював завідувачем відділу сільського господарства голованівської районної газети «Комуністична праця». У жовтні 1989 року заснував першу в області незалежну приватну газету «Сходи» (виходила до осені 1994 p.).
У 1994 р. створив іншу газету районного масштабу — «Там, де Ятрань», редактором якої є понині. Автор і упорядник більше десятка книг з історії сіл рідного району, а також книг «Війни проти українського селянства», «Філософія українського слова», «Таємниці української давнини», «Ілар Хоругин. Влескнига», «Геродот. Скитія. Імперія Горросів», «Код України-Руси», «На землі Аполлона, Артеміди і Посейдона», «Давньоукраїнські боги, герої, держави і племена» та інших.
Засновник щоквартального літературно-мистецького журналу «Ятрань». Займався спортом, був чемпіоном області з класичної боротьби, кандидат у майстри спорту. Працював головою Голованівської РДА. Зараз на пенсії, займається дослідженням прадавньої історії України.

## Діяльність
Член Національної Спілки письменників України, історик-краєзнавець, публіцист, дослідник української історії та мови, перекладач і коментатор Велесової Книги. Засновник газет «Сходи» (1990—1994 рр.), журналу «Ятрань» (2002—2003 рр.), редактор газет «Там, де Ятрань» (1995—2012 рр.) та «101-й округ» (2012—2015 рр.). Окрім газетярської справи, займається дослідженням історії краю та України.
Автор першої в Україні районної енциклопедії — «Енциклопедії Голованівського району» (1993), за яку отримав звання лауреата обласної краєзнавчої премії ім. В. Ястребова. Автор дослідження про голодомор 1932—1933 та 1947 років «Війни проти українського селянства» (2001 р.).
Автор, упорядник і редактор півтора десятка книг з історії сіл Голованівського та Ульянівського районів Кіровоградської області, серед них: «Енциклопедія Голованівського району» (1993 р.), «Крутеньківське євангеліє» (1996 р.), «Липовеньке» (2003 р.), «Грушка» (2004 р.), «Свірневе» (2004 р.), «Клинове» (2005 р.), «Грузьке» (2005 р.), «Красногірка» (2006 р.), «Голованівщина: від Трипілля до сьогодення» (2008 р.), «Весь рід наш крутенський» (2009 р.); науково-популярних — «Філософія українського слова» (2004 р.), «Таємниці української давнини» (2007 р.), «Ілар Хоругин. Влескнига» (2007, 2010, 2014 рр.), «Код України-Русі» (2008, 2012 рр.), «На землі Аполлона, Артеміди і Посейдона» (2009 р.), «Українські святині та символи» (2010 р.), «Давньоукраїнські боги, герої, держави і племена» (2010 р.), «Найдавніші пам'ятки України» (2011 р.), «Священні тексти України-Русі. Золоті руни» (2012 р.), «Велесова Книга: Веди України-Русі» (2013 р. і 2017 р.), «Перечитуючи джерела. Українська цивілізація» (2014 р.), «Українська цивілізація. Ведія» (2016 р. і 2017 доповнена), «Велесова Книга для юнацтва» (2017 р.), «Великий код України-Русі» (2017), «Кому Боги відкрили свої таємниці» (2018), упорядник і коментатор староруських переказів «Про Царицю Сіромаху, Макодун-царя, Гора-Богатиря та інші Сказання Захарихи» (2018), «Українська мова — мова вільних людей» (2019), перекладач роману «Кров'ю, вогнем і залізом» (Олександра Соколова, з російської), перекладач і коментатор «Слова про похід Ігорів» (2019) і художньої прози «На майдані» (2008 р.), дитячої книжки «Про Ора-лихобора» та роману "Таємниці останніх дажбожичів. Лауреат обласної краєзнавчої премії ім. В. Ястребова 1993 та 2009 рр. Лауреат обласної літературної премії ім. Є. Маланюка 2011 р. за науковий переклад та ритмічний переказ Велесової книги. 

## Твори
- Піддубний С. В. Війни проти українського селянства / Сергій Піддубний. – Кіровоград: Народне слово, 2001. — 42 с.
- Піддубний С. В. Голованівщина: від Трипілля до сьогодення / Сергій Піддубний. — Кіровоград: Поліграф-Сервіс, 2008. — 287 с. : іл. -Бібліогр. : с. 286.
- Піддубний С. В. Давньоукраїнські боги, герої, держави і племена. Кн. 2 / С. В. Піддубний. — Голованівськ: Давні світи, 2010. — 217 с.
- Піддубний С. В. Код України-Русі / С. В. Піддубний. — 2-е вид., доп. — Тернопіль: Мандрівець, 2012. — 302 с.
- Піддубний С. В. На землі Аполлона, Артеміди і Посейдона / С. В. Піддубний. — Голованівськ: Б.в., 2009. — 80 с. : іл.
- Піддубний С. В. Найдавніші пам'ятки України / С. В. Піддубний. — Кіровоград: Поліграф-Сервіс, 2011. — 101 с. : іл.
- Піддубний С. В. Таємниці української давнини. Кн. 1 / Сергій Піддубний. — Умань: Б.в., 2007. — 149 с.
- Піддубний С. В. Українські святині та символи. Кн. 1 / С. В. Піддубний. -Голованівськ: Б.в., 2010. — 109 с. : іл.
- Смуток Іван Грузьке / Іван Смуток, Сергій Піддубний. — Кіровоград: КОД, 2005. — 128 с. : фотоіл.

### Енциклопедії
- Автор першої в Україні районної енциклопедії — «Енциклопедії Голованівського району» (1993 р.)

### Дослідження
- про голодомор 1932—1933 та 1947 років «Війни проти українського селянства» (2001 р.)

### Науково-популярні
- «Філософія українського слова» (2004 р.),
- «Таємниці української давнини» (2007 р.),
- «Ілар Хоругин. Влескнига» (2007, 2010, 2014 рр.),
- «Код України-Русі» (2008, 2012 рр.),
- «На землі Аполлона, Артеміди і Посейдона» (2009 р.),
- «Українські святині та символи» (2010 р.),
- «Давньоукраїнські боги, герої, держави і племена» (2010 р.),
- «Найдавніші пам'ятки України» (2011 р.),<
- «Священні тексти України-Русі. Золоті руни» (2012 р.),
- «Велесова Книга: Веди України-Русі» (2013 р. і 2017 р.),
- «Перечитуючи джерела. Українська цивілізація» (2014 р.),
- «Українська цивілізація. Ведія» (2016 р. і 2017 р. доповнена),
- «Велесова Книга для юнацтва» (2017 р.),
- «Великий код України-Русі» (2017 р.),
- «Кому Боги відкрили свої таємниці» (2018 р.),
- «Українська мова — мова вільних людей» (2019 р.).

### Прозові
- «На майдані» (2008 р.),
- «Таємниці останніх дажбожичів» (2013 р.),
- «Про Ора-лихобора» казки і легенди (2014 р.).

### Упорядник і коментатор староруських переказів
- «Про Царицю Сіромаху, Макодун-царя, Гора-Богатиря та інші Сказання Захарихи» (2018 р.).

### Перекладач роману
- «Кров'ю, вогнем і залізом» (Олександра Соколова, з російської) (2017 р.),

### Перекладач і коментатор
- «Слова про похід Ігорів» (2019 р.).

## Лауреат премій
- обласної краєзнавчої імені Володимира Ястребова (1996, 2009 р.),
- обласної літературної імені Євгена Маланюка в номінації «Літературознавство та публіцистика» за книгу «Ілар Хоругин. Влескнига» (2011 р.).